# Siegfried Translateur

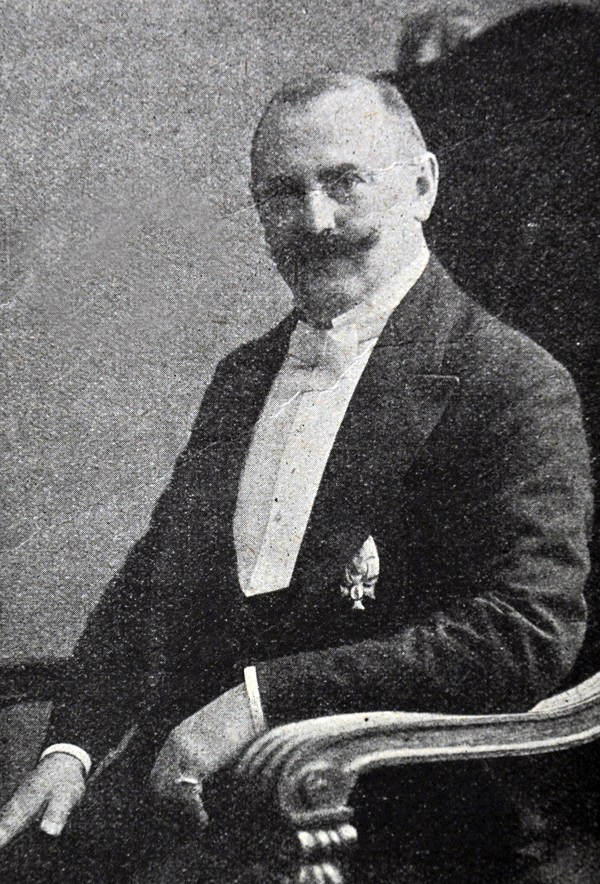
Siegfried Translateur

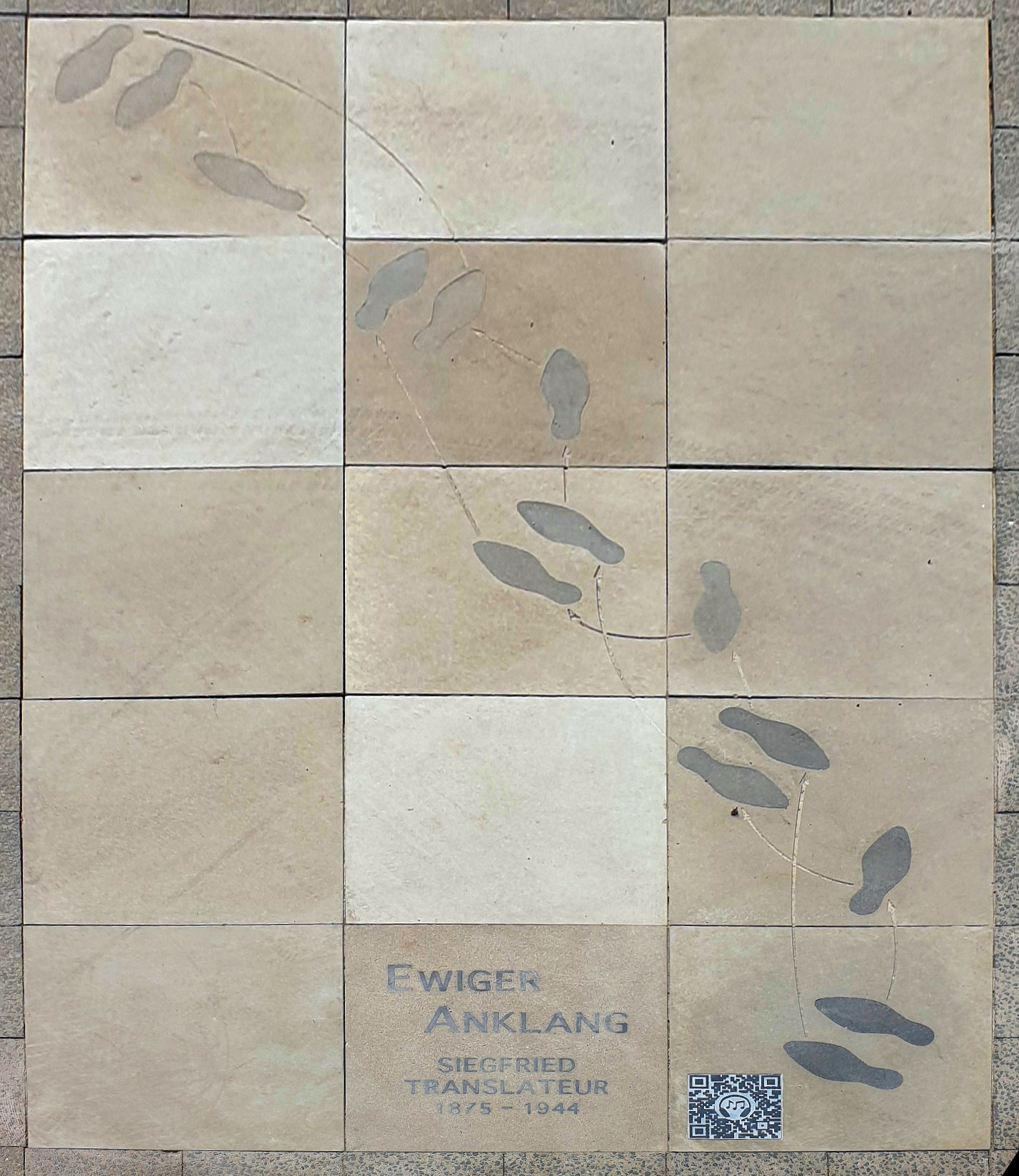
Klang-Installation, Pallasstraße 4, in Berlin-Schöneberg

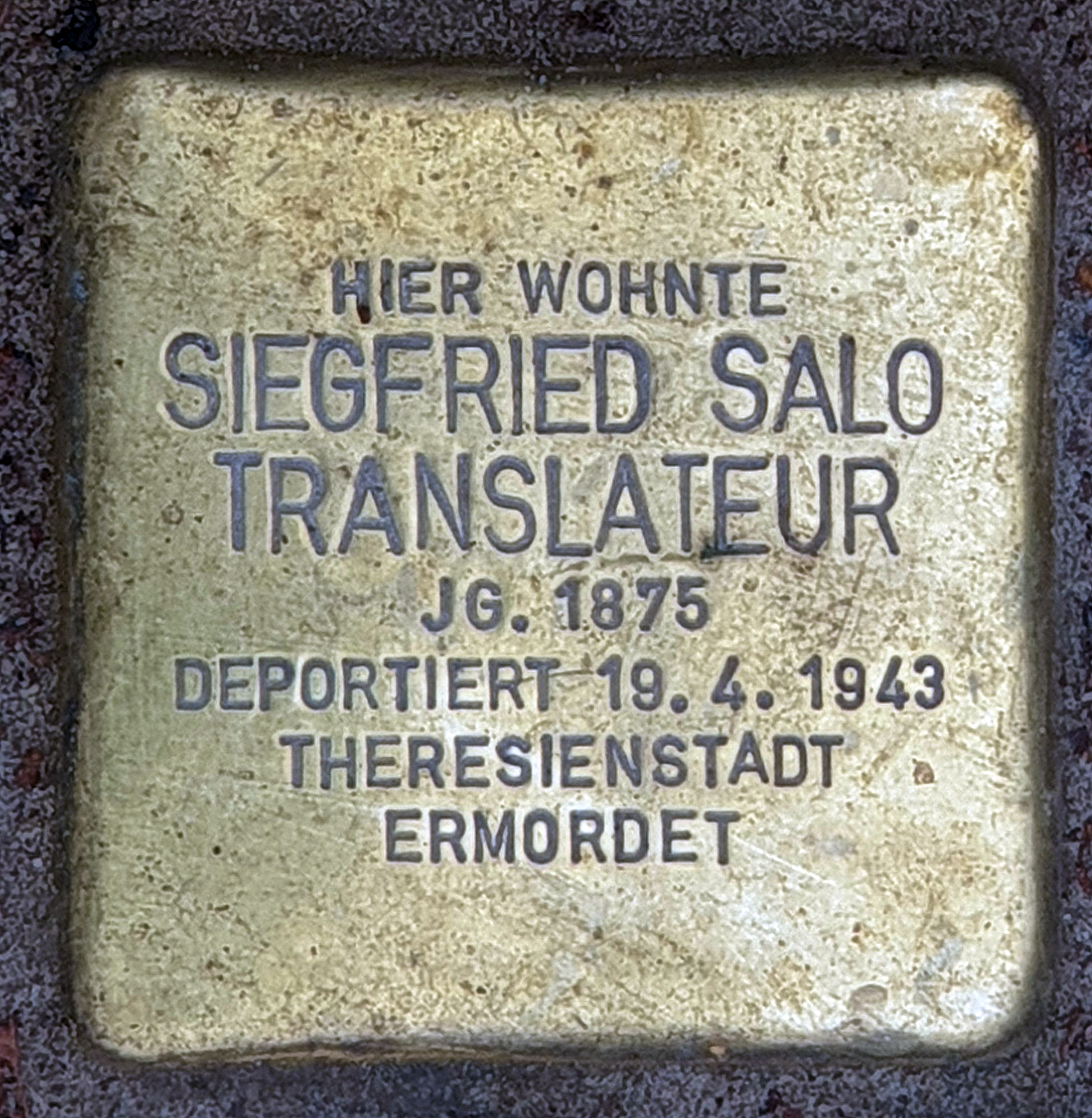
Stolperstein in Berlin-Wilmersdorf

Salo Siegfried Translateur (* 19. Juni 1875 in Bad Carlsruhe, Oberschlesien; † 1. März 1944 im Ghetto Theresienstadt) war ein deutscher Komponist, Kapellmeister und Musikverleger.

## Leben
Seine erste Ausbildung erhielt er in Breslau, die er ab 1909 am Konservatorium in Wien vertiefte. Weitere Musikstudien erfolgten in Leipzig, bis Translateur 1909 als Kapellmeister nach Berlin ging. Dort gründete er 1911 den Musikverlag „Lyra“, der nach der Aufnahme seines Sohnes Hans als Teilhaber 1933 in „Musikverlag Lyra Translateur & Co“ umbenannt wurde. Er verlegte sowohl eigene Werke (vorwiegend Märsche und Walzer) als auch Werke anderer Komponisten.
Das wohl bekannteste Werk Translateurs ist der Walzer Wiener Praterleben, den er als 17-Jähriger 1892 komponierte und der in den 1920er Jahren durch das Berliner Sechstagerennen als Sportpalastwalzer populär wurde und bis heute geblieben ist.
Translateur wurde aufgrund der Nürnberger Gesetze (1935) als „jüdischer Mischling“ eingestuft, aus der Reichsmusikkammer ausgeschlossen und musste den Verlag als „nichtarische Firma“ liquidieren.
Am 19. April 1943 wurde Translateur nach Theresienstadt deportiert, wo er nach knapp einem Jahr zu Tode kam.
Am 11. März 2024 wurde zu Ehren von Translateur auf einem Platz an der Potsdamer Straße Ecke Pallasstraße, dort wo der Berliner Sportpalast stand, die Klang-Installation Ewiger Anklang der US-amerikanischen Klangkünstlerin Chelsea Leventhal eingeweiht.

## Gedenken
Am 18. Oktober 2024 wurden an seinem ehemaligen Wohnort, Berlin-Wilmersdorf, Güntzelstraße 15, Stolpersteine für ihn und seine Ehefrau verlegt.

## Werke (Auswahl)
- Wiener Praterleben, op. 12 (auch Sportpalast-Walzer), Walzer
- Durch Kampf zum Sieg, op. 66, Marsch
- Donaumärchen, op. 99, Walzer
- Was Blumen träumen, op. 156, Charakterstück
- Nur wer die Sehnsucht kennt, op. 161 (amerikanisch Longing), Walzer
- Ein Ballnachtstraum, op. 164, Walzer Intermezzo
- Hochzeitszug in Liliput, op. 165, Charakterstück

## Tondokumente

### Aufnahmen auf Schallplatten (Auswahl)
- Flott durchs Leben. Walzer. Gloria G.O. 10 328 (mx. Bi 504) / Zigeunerliebe. Walzer. Gloria G.O. 10 328 (mx. Bi 505) Siegfried Translateur, mit Orchester.
- Was Blumen träumen. Charakterstück. Tanz-Orchester Metropol. Polyphon 30 087 (mx. 613 ar) um 1920
- dto., Orchester Géza Komor. Tri-Ergon T.E. 5102 (mx. 01003) um 1930
- dto., Orchester Jenö Fesca [d. i. Willy Metschke] Homocord 4-3267 (mx. T.C.1440) um 1930
- Hochzeitszug in Liliput. Charakterstück. Orchester Paul Godwin. Grammophon 19 660 (mx. 198 bi) – 1929
- dto., Orchester Fred Bird, Homocord 4-2431 (mx. M 19 478) – 1929
- Wiener Praterleben („Sportpalast“-Walzer) Orchester Edith Lorand, Beka B.6370 (mx. 34 749) – 1928

### Hörbeispiele
- Wiener Praterleben (S. Translateur) Vogelstimmen-Imitator Mons. Alexandre mit Orchesterbegleitung, Zonophone Record X-5-29258 (mx 443 ab) aufgenommen am 23. Januar 1909 in Berlin.
- Wiener Praterleben, Walzer (Vienna Sport Life), „European waltz concert rhythm“ (Translateur) : Kapellmeister Stern mit seiner Künstlerkapelle von Hotel Adlon, Berlin. „Recorded in Europe“. Vocalion B 09069 (von „Polyphon“-Matrize) ca. 1920
- Was Blumen träumen – Walzer (Siegfried Translateur) VOX-Tanz Orchester. Vox Nr. *01798 (Matrize Nr. 441 A) ca. 1922
- Wiener Praterleben (Sportpalast-Walzer) (S. Translateur). Großes Tanzstreichorchester, Leitung William Greiß. Odeon O-26 637a (Be 13 593) ca. November 1947